# Kerbala District
Kerbala District är ett distrikt i Irak.   Det ligger i provinsen Karbala, i den centrala delen av landet, 110 km söder om huvudstaden Bagdad.
Följande samhällen finns i Kerbala District:
- Karbala